# لمپیدوسا ۱۴۸۴۶
سیارک ۱۴۸۴۶ (به انگلیسی: 14846 Lampedusa، نامگذاری:1989BH) چهارده هزار و هشتصد و چهل و ششمین سیارک کشف شده‌است که در ۲۹ ژانویه ۱۹۸۹ کشف شد.
قدر مطلق سیارک برابر ۱۳٫۶۰ است.